# Elezioni europee del 2013
Le elezioni europee del 2013, straordinarie, si tennero il 14 aprile 2013 in Croazia e furono le prime elezioni dirette degli eurodeputati croati in vista dell'entrata del paese nell'UE il 1º luglio 2013. Gli eurodeputati eletti svolsero le loro funzioni per la parte restante della VII Legislatura. La Croazia costituì una circoscrizione unica, con deputati eletti con sistema proporzionale utilizzando liste aperte.
Nonostante i sondaggi prevedessero una vittoria decisiva per la coalizione di governo guidata dal Partito Socialdemocratico di Croazia, che si trovava al governo, la coalizione di centro-destra guidata dall'Unione Democratica Croata ottenne la maggior parte dei voti. 
L'affluenza del solo 20,8% fu la più bassa di tutte le elezioni nazionali della storia croata moderna.

## Risultati
| Liste  | Liste | Gruppo      | Voti    | %     | Seggi   |
| ------ | --- | ----------- | ------- | ----- | ------- |
|        | Coalizione HDZ - HSP as - BUZ • Unione Democratica Croata (HDZ) • Partito Croato dei Diritti dr. Ante Starčević (HSP AS) • Blocco dei Pensionati Uniti (BUZ)        | - PPE ECR - | 243 654 | 32,86 | 6 5 1 - |
|        | Coalizione SDP - HNS - HSU • Partito Socialdemocratico di Croazia (SDP) • Partito Popolare Croato - Liberal Democratici (HNS) • Partito Croato dei Pensionati (HSU) | - S&D -     | 237 778 | 32,07 | 5 -     |
|        | Laburisti Croati - Partito del Lavoro | GUE/NGL     | 42 750  | 5,77  | 1       |
|        | Partito Contadino Croato (HSS) - Partito Social-Liberale Croato (HSLS)                                                                                              | -           | 28 646  | 3,86  | -       |
|        | Lista di candidati - Ivan Jakovčić | -           | 28 445  | 3,84  | -       |
|        | HDSSB - HDSSD - Verdi della Croazia | -           | 22 328  | 3,01  | -       |
|        | Crescita Croata (Hrast) | -           | 18 893  | 2,55  | -       |
|        | Azione Giovanile (AM) | -           | 11 068  | 1,49  | -       |
|        | Partito dei Pensionati (SU) | -           | 10 947  | 1,48  | -       |
|        | Partito Croato dei Diritti (HSP) | -           | 10 317  | 1,39  | -       |
|        | Verdi Insieme | -           | 8 599   | 1,16  | -       |
|        | Partito Pirata (PS) | -           | 8 345   | 1,13  | -       |
|        | Partito Contadino Croato Autentico (A-HSS) | -           | 6 785   | 0,92  | -       |
|        | ASH - DSŽ - SP - SUH | -           | 6 391   | 0,86  | -       |
|        | Centro Democratico (DC) | -           | 5 413   | 0,73  | -       |
|        | Partito Puro Croato dei Diritti (HČSP) | -           | 5 238   | 0,71  | -       |
|        | Voce della Ragione (Glas Razuma) - Partito del Međimurje (MS) | -           | 4 939   | 0,67  | -       |
|        | Alfabeto della Democrazia (Abeceda) | -           | 4 878   | 0,66  | -       |
|        | Azione per una Croazia Migliore (ABH) - Solo la Croazia - Movimento per la Croazia (JH)                                                                             | -           | 4 531   | 0,61  | -       |
|        | Partito della Famiglia (OS) | -           | 4 391   | 0,59  | -       |
|        | Partito del Lavoro Croato (HRS) | -           | 3 946   | 0,53  | -       |
|        | Partito Nostro (NS) - Nuovo Partito Serbo (NSS) | -           | 3 933   | 0,53  | -       |
|        | Movimento per una Croazia Moderna (PMH) | -           | 3 885   | 0,52  | -       |
|        | Agenda della Gioventù Democratica (AMD) | -           | 3 667   | 0,49  | -       |
|        | Contadini Indipendenti della Croazia (NSH) | -           | 3 646   | 0,49  | -       |
|        | Partito Socialista del Lavoro di Croazia (SRP) | -           | 3 538   | 0,48  | -       |
|        | Partito Croato dei Diritti Autentico (A-HSP) | -           | 2 350   | 0,32  | -       |
|        | Lista Indipendente Zagabrese (ZNL) | -           | 2 107   | 0,28  | -       |
| Totale | Totale | Totale      | 741 408 |       | 12      |